# Juan Sebastián Elcano
Juan Sebastián Elcano (1476 – 4 tháng 8 năm 1526) là một nhà thám hiểm Tây Ban Nha gốc Basque là người đã hoàn thành thành chuyến đi vòng quanh thế giới bằng đường biển lần đầu tiên. Sau khi Magellan qua đời ở Philippines, Elcano nắm quyền chỉ huy Victoria nau từ Moluccas đến Sanlúcar de Barrameda ở Tây Ban Nha.
Elcano sinh năm 1476 trong gia đình của Domingo Sebastián Elcano và Catalina del Puerto. Ông có ba anh em: Domingo Elcano, một linh mục Công giáo, Martín Pérez Elcano, và Antón Martín Elcano.
Elcano chiến đấu trong các cuộc chiến tranh Ý dưới sự chỉ huy của Gonzalo Fernández de Córdoba tại Ý, và năm 1509 ông tham gia đoàn thám hiểm Tây Ban Nha bởi Đức Hồng y Francisco Jiménez de Cisneros chống lại những người Algier.